# Nicolae Petala
Nicolae Petala - pronunțat [petalá], din greacă , Petalas - „Fierar, Faur” - (n. 29 august 1869, Vaslui - d. 1947, București) a fost unul dintre generalii Armatei României din Primul Război Mondial. 
A îndeplinit funcții de comandant de armată, corp de armată și divizie în campaniile anilor 1916, 1917 și 1918.

## Cariera militară
După absolvirea școlii militare de ofițeri cu gradul de sublocotenent, Nicolae Petala a ocupat diferite poziții în cadrul unităților de artilerie sau în eșaloanele superioare ale armatei, cele mai importante fiind cele de comandant al Regimentului 40 Infanterie (1911-1912), șef de stat major al Corpurilor 2 și 3 Armată (1913-1915) și comandant al Brigăzii 15 Infanterie (1915-1916).
În perioada Primului Război Mondial, a îndeplinit, succesiv, funcțiile de: comandant al Brigăzii 15 Infanterie (în perioada 14/27 august  - 25 august/7 septembrie 1916); comandant al Diviziei 22 Infanterie (în perioada 25 august/7 septembrie  - 30 august/12 septembrie 1916); comandant al Diviziei 9 Infanterie (în perioada 30 august/12 septembrie  - 30 septembrie/12 octombrie 1916); comandant al Corpului I Armată (în perioada 30 septembrie/12 octombrie  - 12/25 octombrie 1916); comandant al Armatei 1 (în perioada 12/25 octombrie 1916  - 21 octombrie/3 noiembrie 1916);  comandant al Corpului I Armată (în perioada  21 octombrie/3 noiembrie 1916  - 21 mai/3 iunie 1918); comandant al Corpului IV Armată (în perioada  21 mai/3 iunie 1918  -12 iulie 1919).
După război a mai comandat Comandamentul Trupelor de Vest de la Cluj (în perioada 1 iulie - 30 septembrie 1920) și Corpul 6 Armată de la Cluj (în perioada 24 martie 1921 – 1 aprilie 1924). În 1925 a fost numit Inspector General al Armatei și al Învățământului Militar. Între 1921-1928 a fost director al ziarului Cultura Poporului. A fost senator de drept.:p. 251

## Lucrări
- Dușmanii armatei, studiu militaro social de Locotenentul N. Petala. București (Tip. Curții Regale, F. Göbl Fii), 1895. (23,5 x 16). 37 p.
- Păreri asupra reorganizării infanteriei, de Maior N. Petala. București (Inst. de Arte Grafice Carol Göbl, S-sor I. St. Rasidescu), 1908.[9]

## Decorații
- Ordinul „Steaua României”, în grad de ofițer (1912)
- Ordinul „Coroana României”, în grad de comandor (1909)
- Medalia „Avântul Țării” cu distincția „Campania din 1913” (1913)
- Crucea „Meritul Sanitar” (1913)<[3]:p. 432